# Porträtt

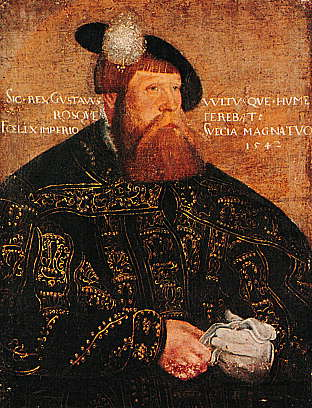
Gustav Vasa porträtterad av konstnären Jacob Binck 1542.

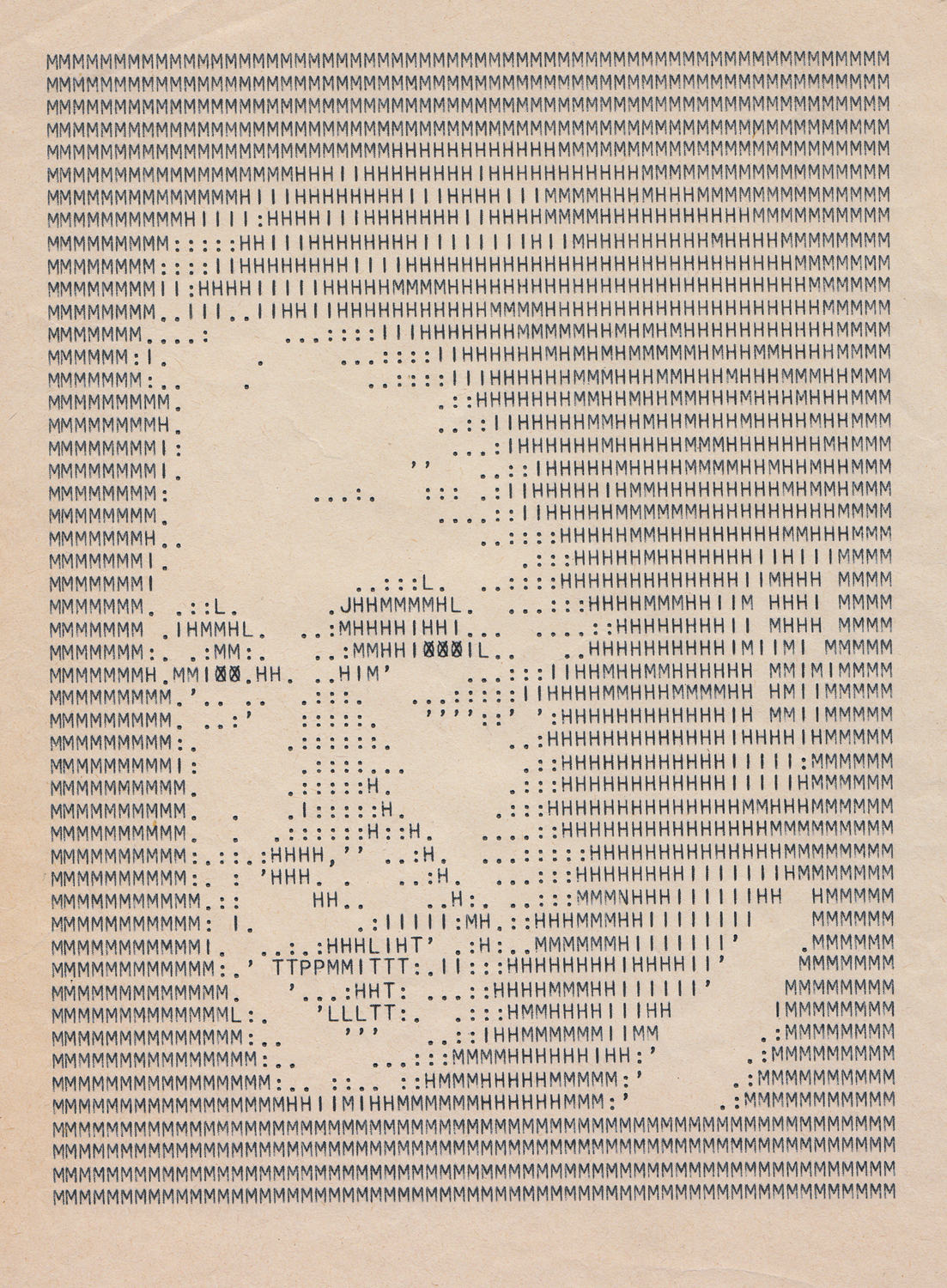
Porträtt av Dag Hammarskjöld. Från Skånska Dagbladets teleprinter 1962.

Porträtt (franska portrait, latin protrahere "dra fram") eller konterfej (franska contrefait "eftergjort", "avbildat") är en avbildning av en bestämd människa genom att återge dennas individuella drag, där framförallt ansiktsdragen skall vara framträdande, i motsats till helfigur, där hela kroppen avbildas. 
Ett porträtt är bild som visar en persons individuella karaktärsdrag och ansiktsuttryck. Vid det individuella porträttet kännetecknas personen genom angivande av namn, ämbetstecken, attribut, symboler eller familjevapen. I naturtrogna porträtt är den avbildade väl igenkännbar. Innan fotografins tillkomst användes porträttmåleri för att avbilda och föreviga en person, dess utseende och yttre. Välbeställda uppdragsgivare hade den bestämda avsikten att bli klart och tydligt igenkända i sina porträtt, möjligen något förskönade. Målare har därför utvecklat en avsevärd skicklighet i att kunna återge sina modeller så naturtrogna som möjligt.  
I det moderna måleriet har dessa behov luckrats upp, i och med att vem som helst som äger en kamera kan ta en bild på sig själv eller någon som den vill föreviga. Inom det moderna måleriet behöver avbildningen bara en viss likhet för att kunna kännas igen, och den behöver inte stämma överens med den avbildades yttre utseende.
Porträttets huvudsakliga funktion är att avbilda en eller flera personer, samt representera den icke närvarande, att erinra om denne och att ära denne. Därför intar denna genre den viktigaste rollen i bildkonsten näst efter det religiösa måleriet. Beroende på hur många personer som avbildas, talar man om enkelporträtt, dubbelporträtt och grupporträtt.

## Konterfejare – porträttmålare
I Sverige var det i början på 1800-talet stor efterfrågan på privatporträtt och ämbetsmannaporträtt. På så vis framkallades en industri på porträttmålning. I dessa porträtt blev prägeln av löpande band påfallande och det personliga inslaget blev allt svagare. Det var ingenting nytt med sådan industri, men ju större välståndet blev inom borgerligheten desto mer blev den spridd i allt vidare kretsar. En mängd konterfejare ägnade sig under 1820-, 1830- och 1840-talen åt att om vintrarna i sina ateljéer efter schablon måla herrar i frack eller uniform eller damer i klänningar och frisyrer efter sista modet. I dessa porträtt var allt omsorgsfullt målat, men inte så konstnärligt utformat och där saknades alltid anletsdragen. 
Istället för anletsdragen på duken lyste dukens yta tomt uttryckslös. Under den varma årstiden for dessa porträttörer sedan runt i landet med stort bagage av färdigmålade landshövdingar, biskopar och överstar och deras hustrur, alla utan ansikte. Under sin resa for konterfejarna från landshövdingeresidens till landshövdingeresidens, från biskopsgård till biskopsgård, från översteboställe till översteboställe och satte in de önskade anletsdragen i de tomma ansiktsovalerna och kompletterade kläderna med lämpliga ordenstecken, broderier och smycken. För dessa målare fanns ingen konstnärsoro, tveksamhet eller villrådighet.
Exempel på konstnärer som haft titeln konterfejare är David Klöcker Ehrenstrahl, hans elev David von Krafft och dennes elev Gustaf Lundberg. Under denna tid var några av de främsta porträttmålarna Per Krafft den yngre, Fredric Westin, Johan Gustaf Sandberg, Olof Johan Södermark och senare Uno Troili. En mycket anlitad porträttmålare var Carl Peter Mazer och av samtiden räknades Carl Johan Fahlcrantz (1774–1861) som en av landskapmåleriets stora konstnärer. Per Krafft, Johan Gustaf Sandberg och Fredrik Westin  blev alla i sinom tid professorer vid Konstakademien. 
I början av 1800-talet gjorde Carl Peter Lehmann tusentals porträtt i samma stil. Han målade allt, även mytologiska ämnen och norska landskap. Sammanlagt skall han ha utfört omkring 4 800 porträtt. I ett verk om svensk porträttkonst av Boo von Malmborg, konsthistoriker och genealog, finns en kort biografi där det bland annat står: "För att hinna med alla uppdragen arbetade Carl Peter Lehmann i en ganska summarisk stil med schablonerade dräktmönster och kunde t.o.m. göra direkta avtryck av spetsmönster. Det finns även uppgifter om att han, som andra konterfejare, vid sina resor medförde färdigmålade porträtt, där endast ansiktet återstod att fullborda. Bland Carl Peter Lehmanns porträtt i olja kan nämnas ett av ärkebiskop Johan Olof Wallin i Adolf Fredriks församling i Stockholm."

## Bildgalleri

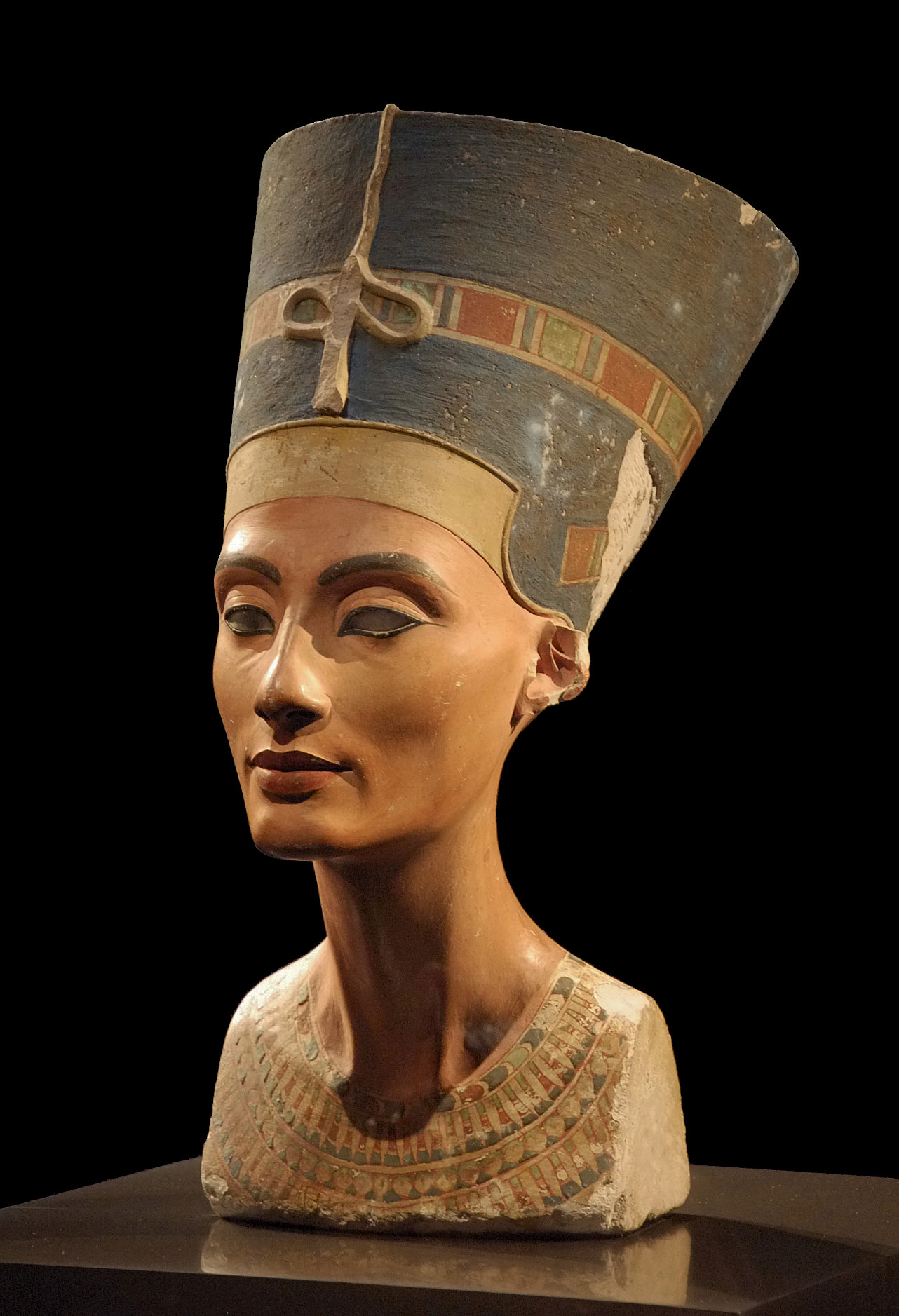
Byst föreställande Nefertiti, Egypten ca 1345 f.kr.
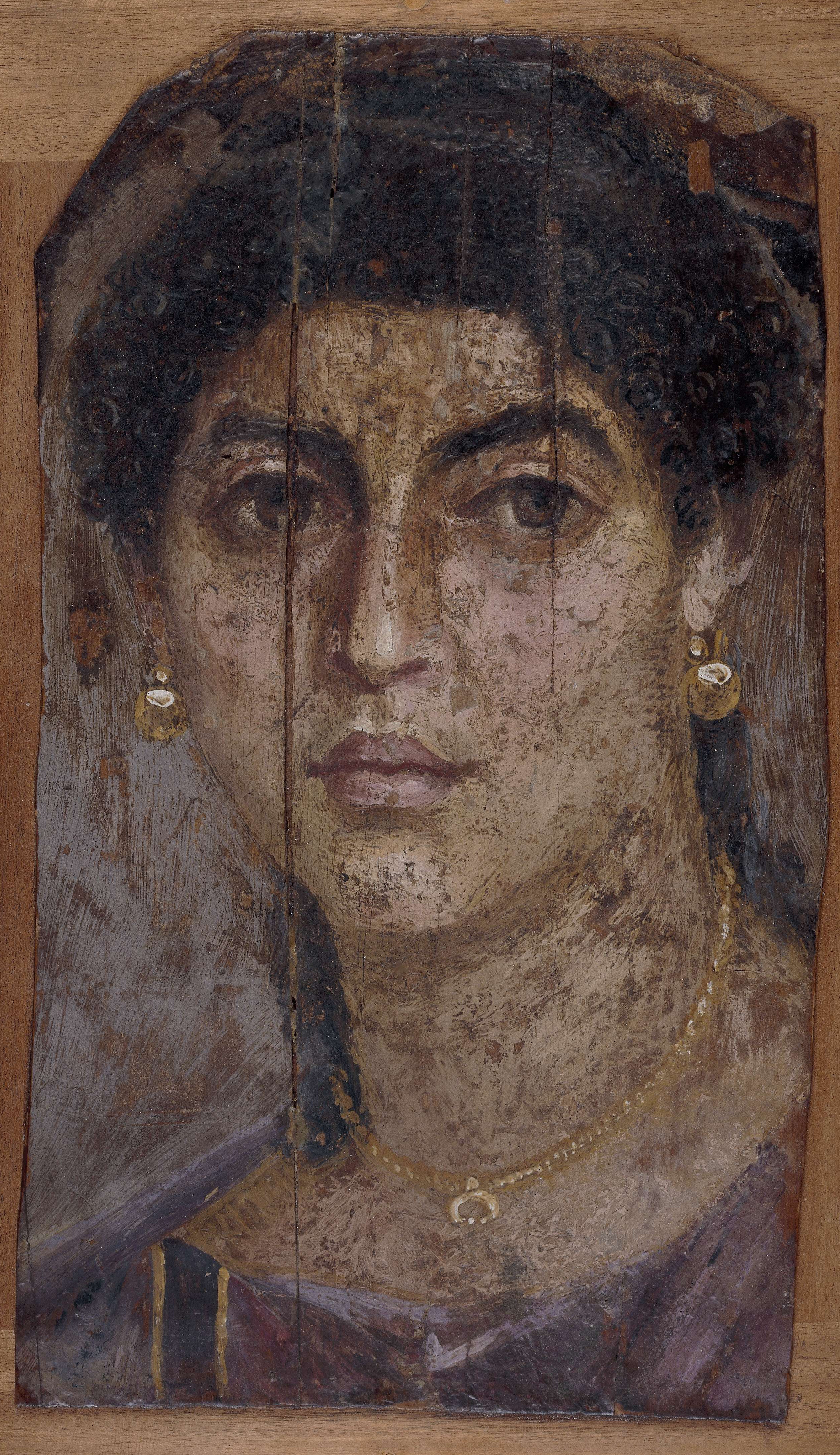
Begravningsporträtt av ung kvinna (s.k. Fayyum-porträtt), Egypten, 200-talet.
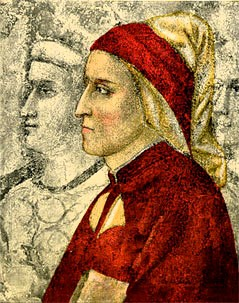
Gravyr föreställande Dante, efter 1300-talsförlaga skapad av Giotto.
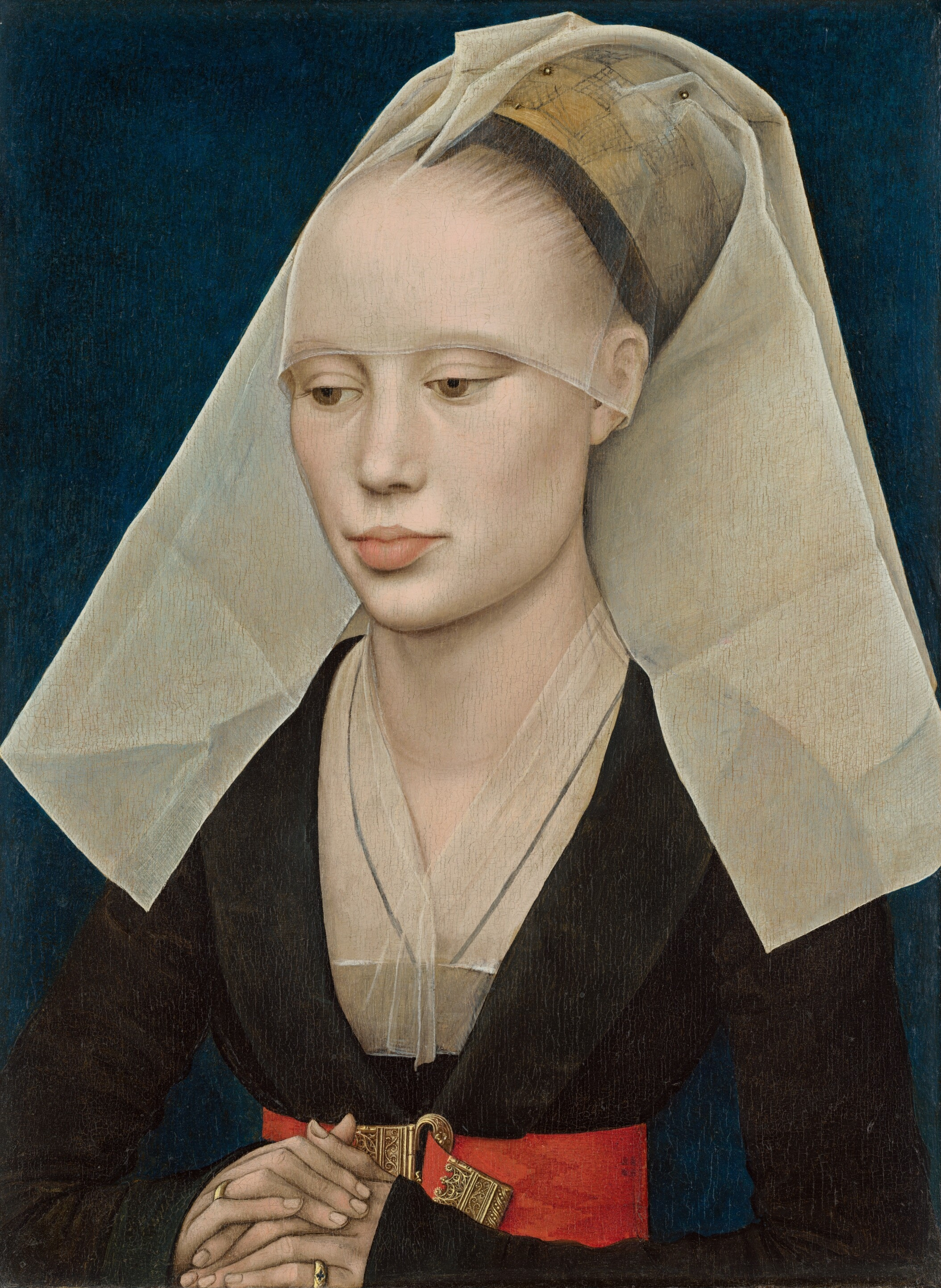
Porträtt av en dam av Rogier van der Weyden 1463.
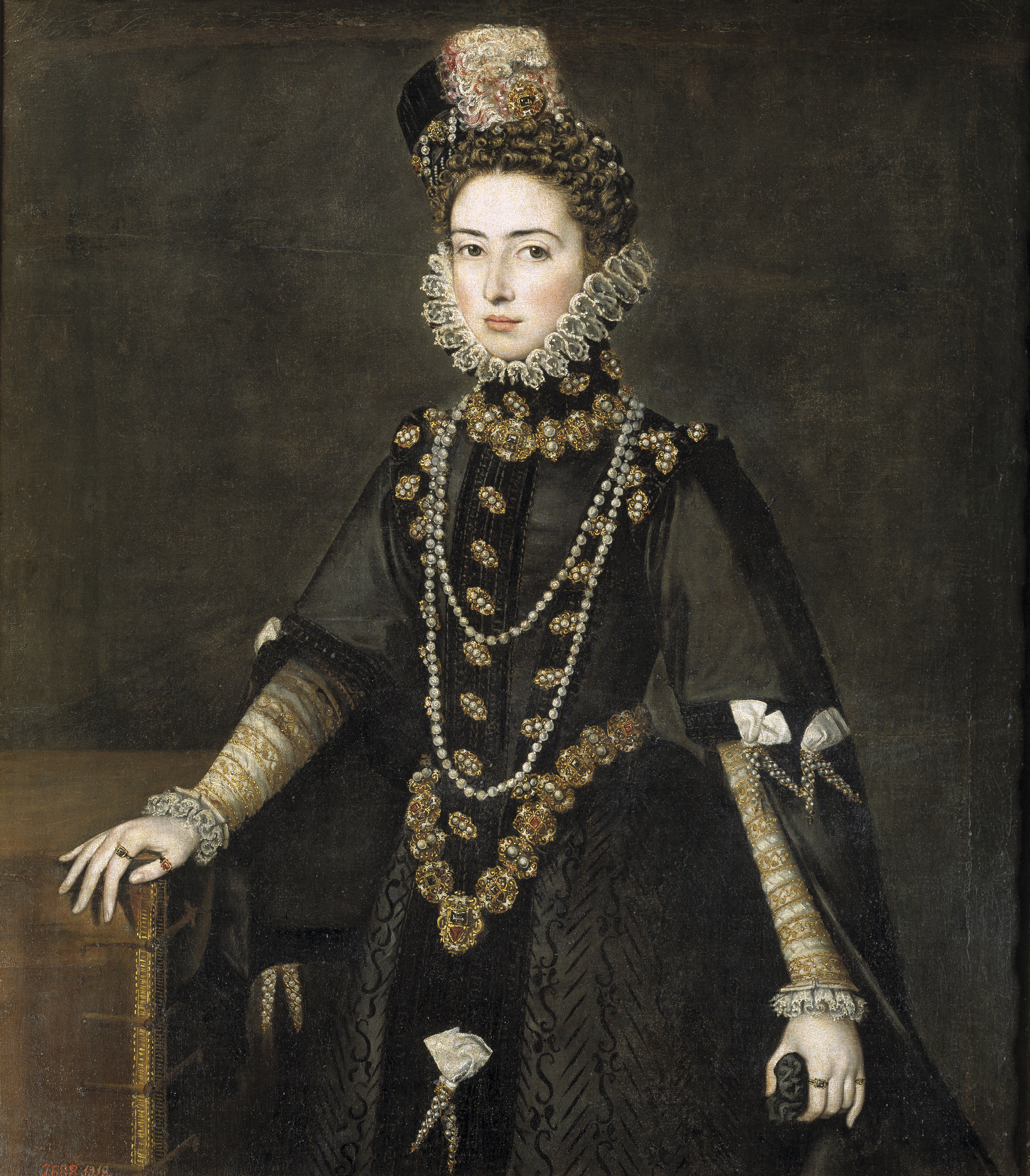
Katarina Mikaela av Spanien av Alonso Sánchez Coello 1585.
Augustus Gideon son till fältmarskalken Karl Gustav Wrangel, 1600-tal.
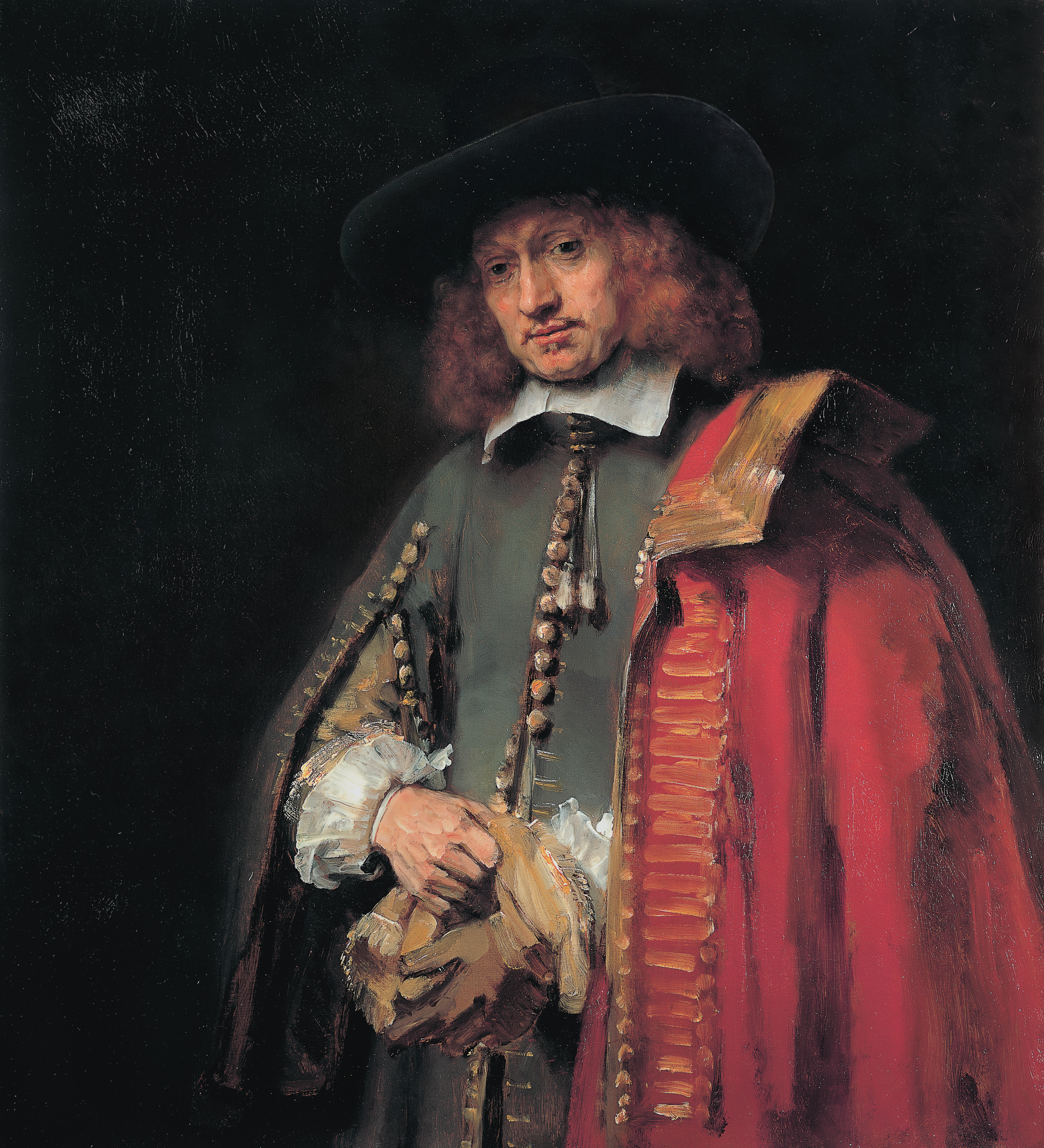
Jan Six, porträtt av Rembrandt Harmensz, 1654
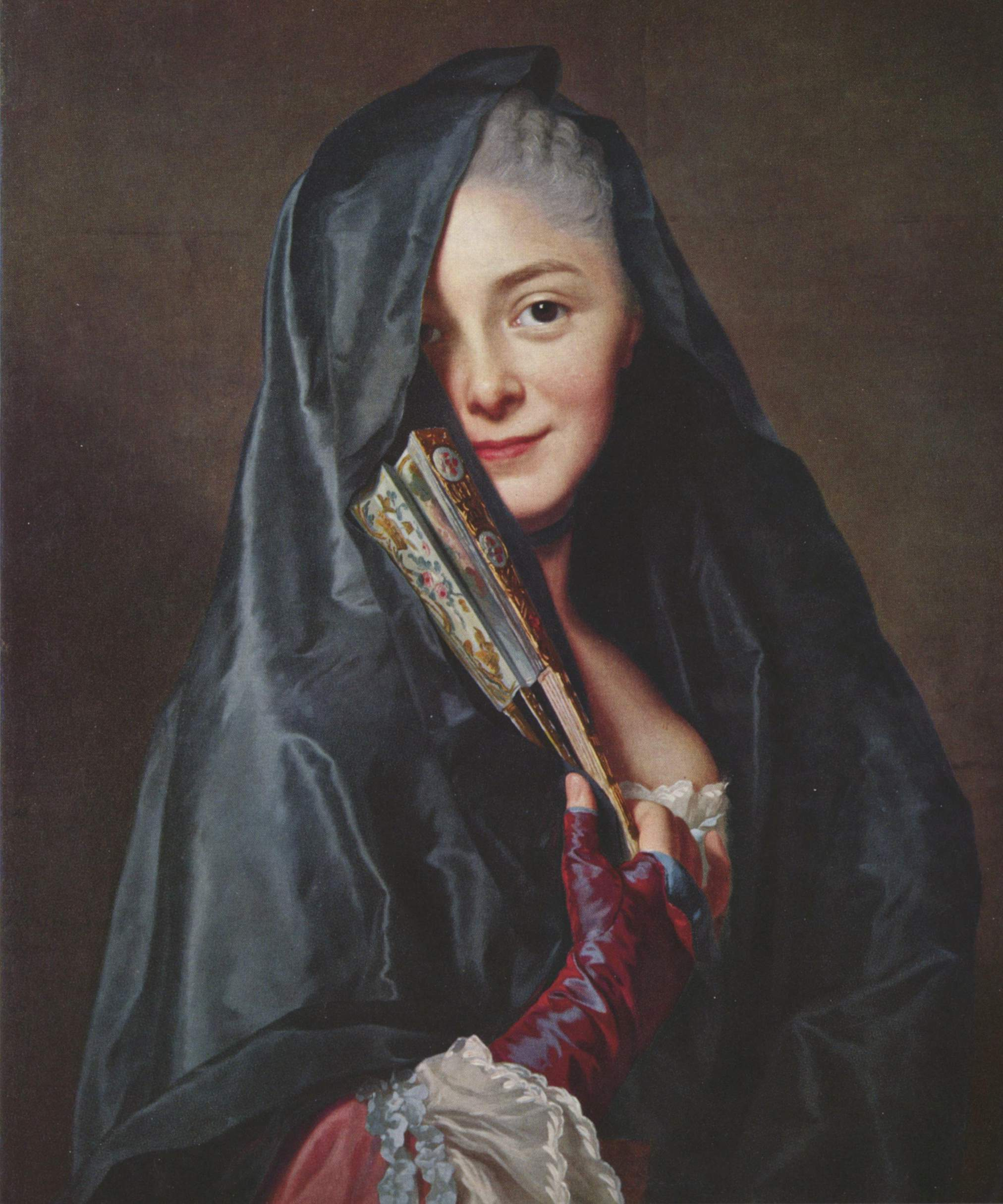
Alexander Roslin Damen med slöjan 1768.
Olympe och Flore
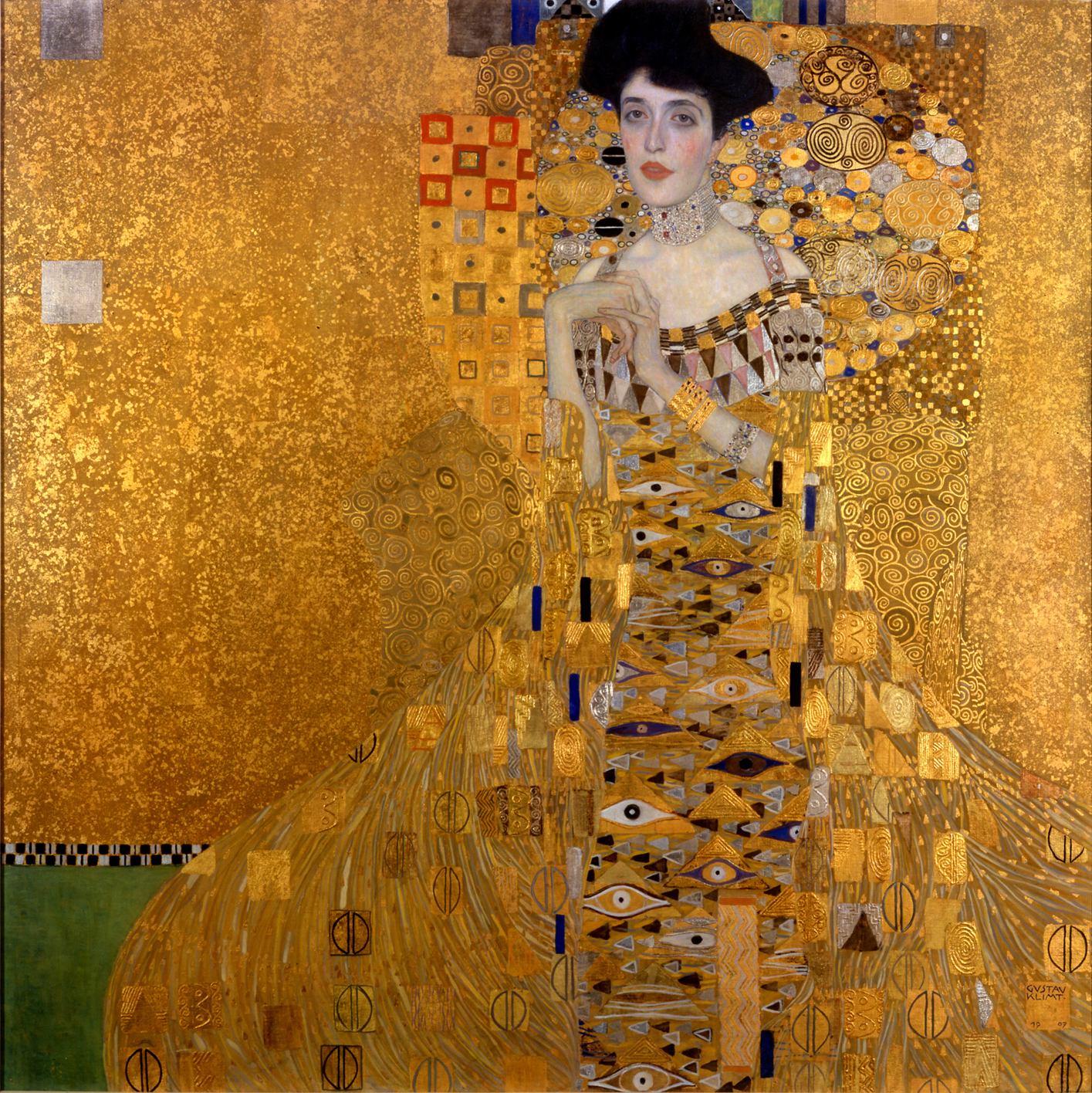
Gustav Klimt, Porträtt av Adele Bloch-Bauer I, 1907
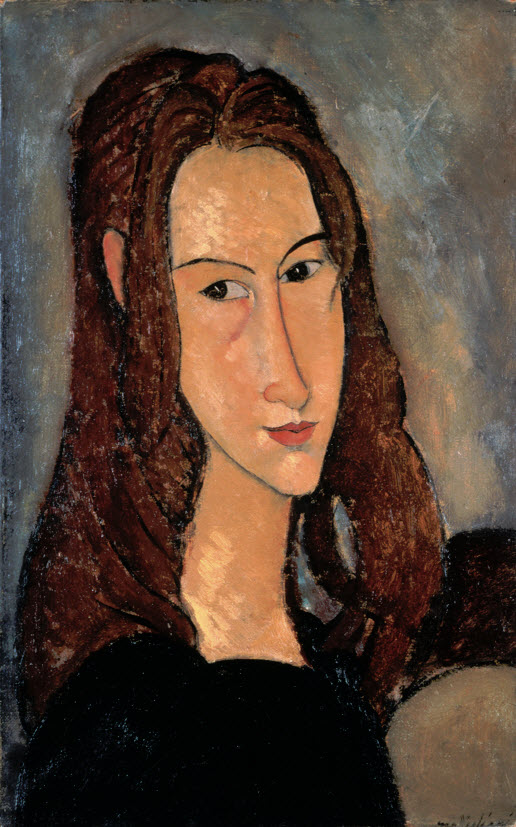
Amedeo Modigliani, Porträtt av Jeanne Hébuterne, 1918
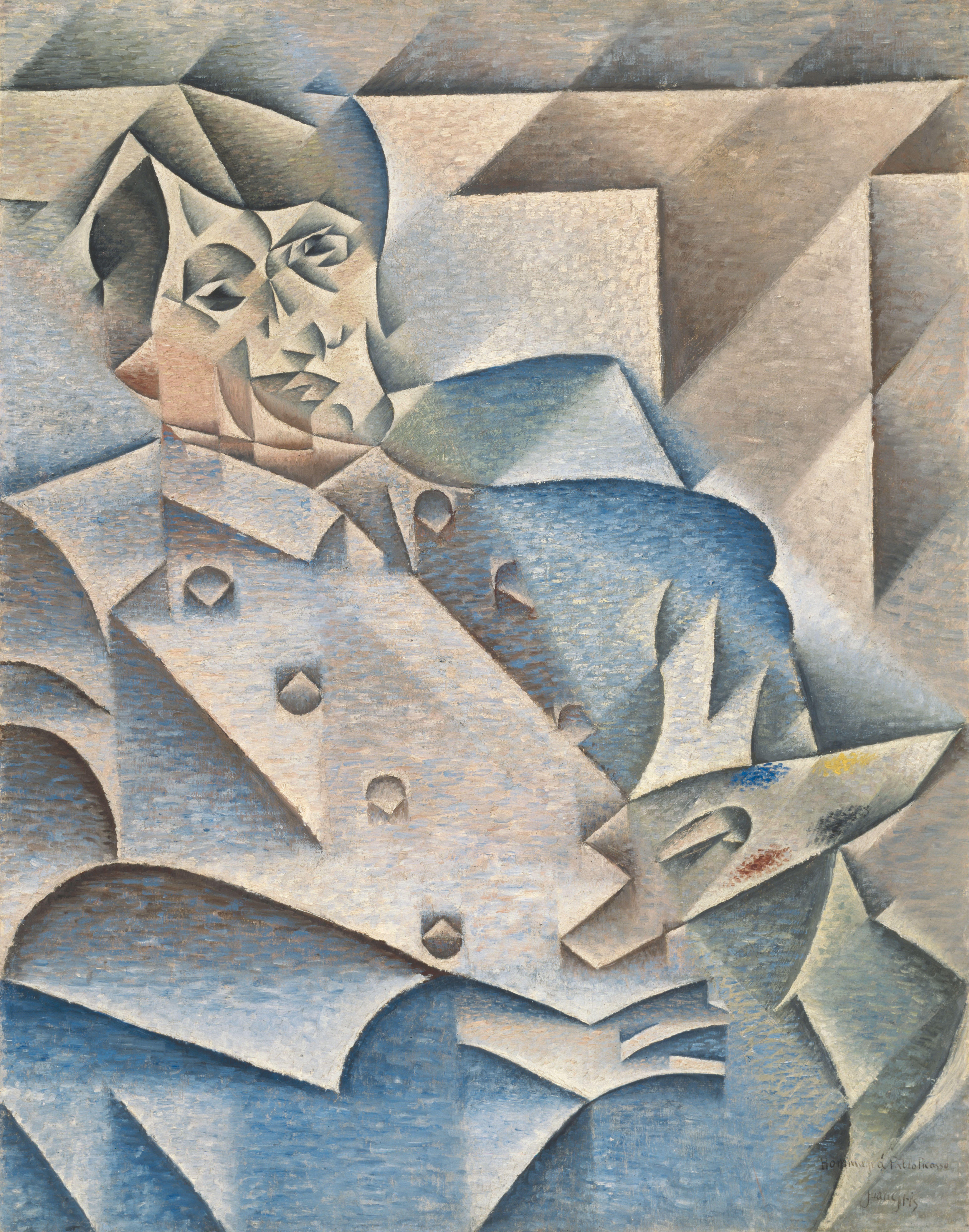
Pablo Picasso av Juan Gris, 1912
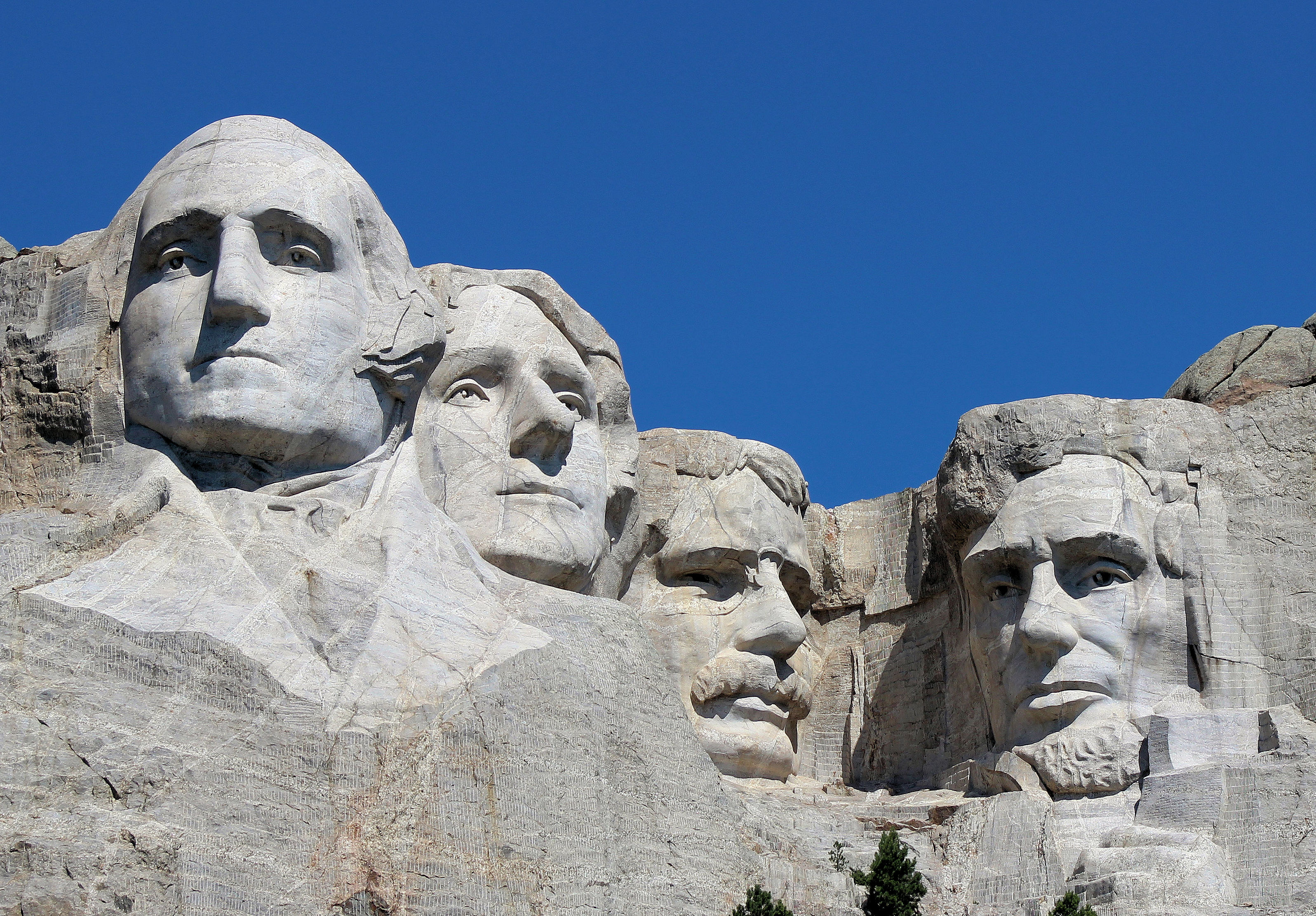
Mount Rushmore: Washington, Jefferson, T. Roosevelt, Lincoln, 1927–41

## Självporträtt
En särskild gren av porträttmåleriet är när konstnären avbildar sig själv. Många av det klassiska måleriets stora gestalter avporträtterade sig själva. Självporträttet avbildar deras karaktär och hållning, och är inte bara virtuost måleri utan även ett psykologiskt inträngande introspektivt porträtt.

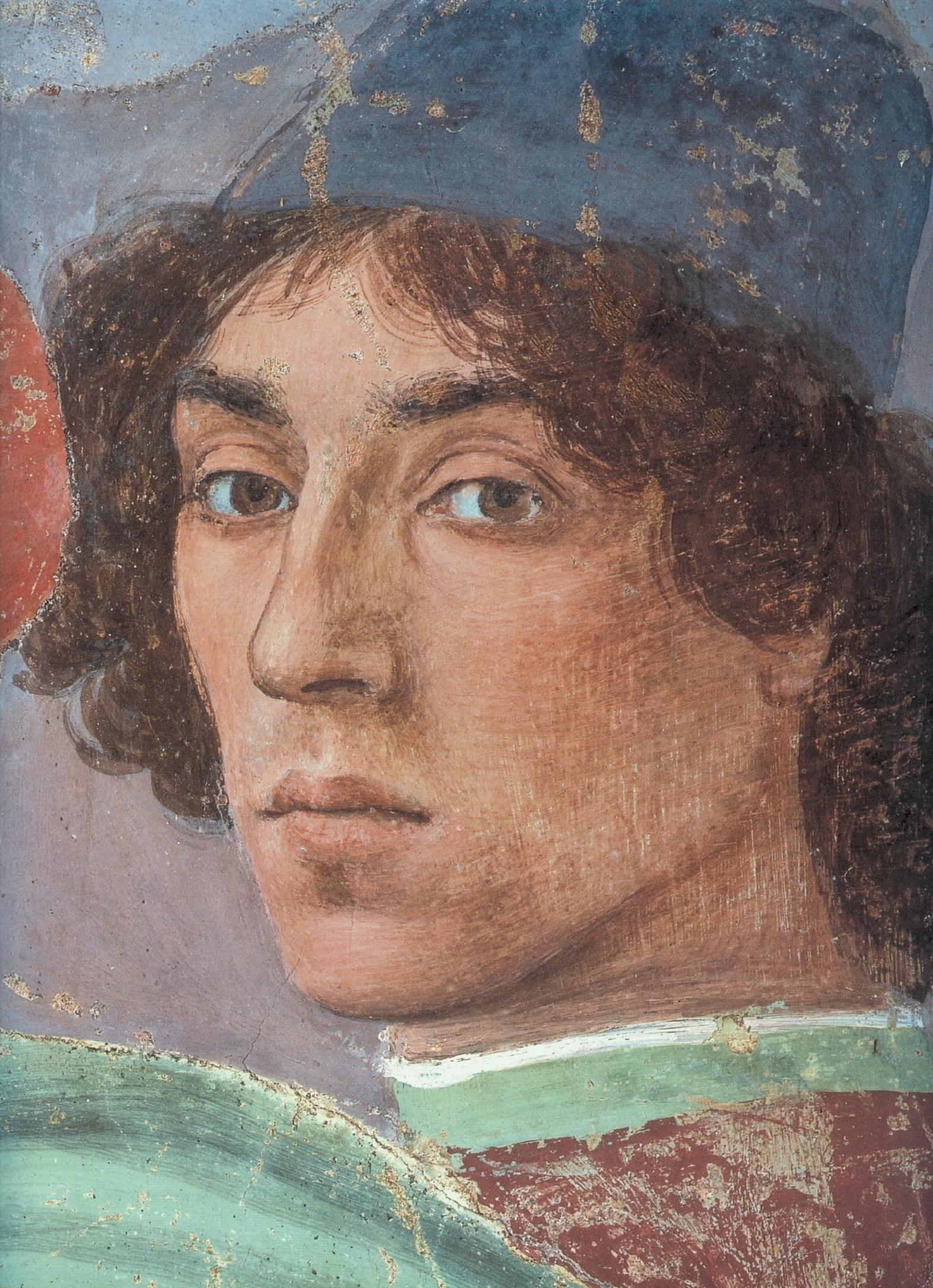
Filippino Lippi, självporträtt,
Egon Schiele, självporträtt, 1912
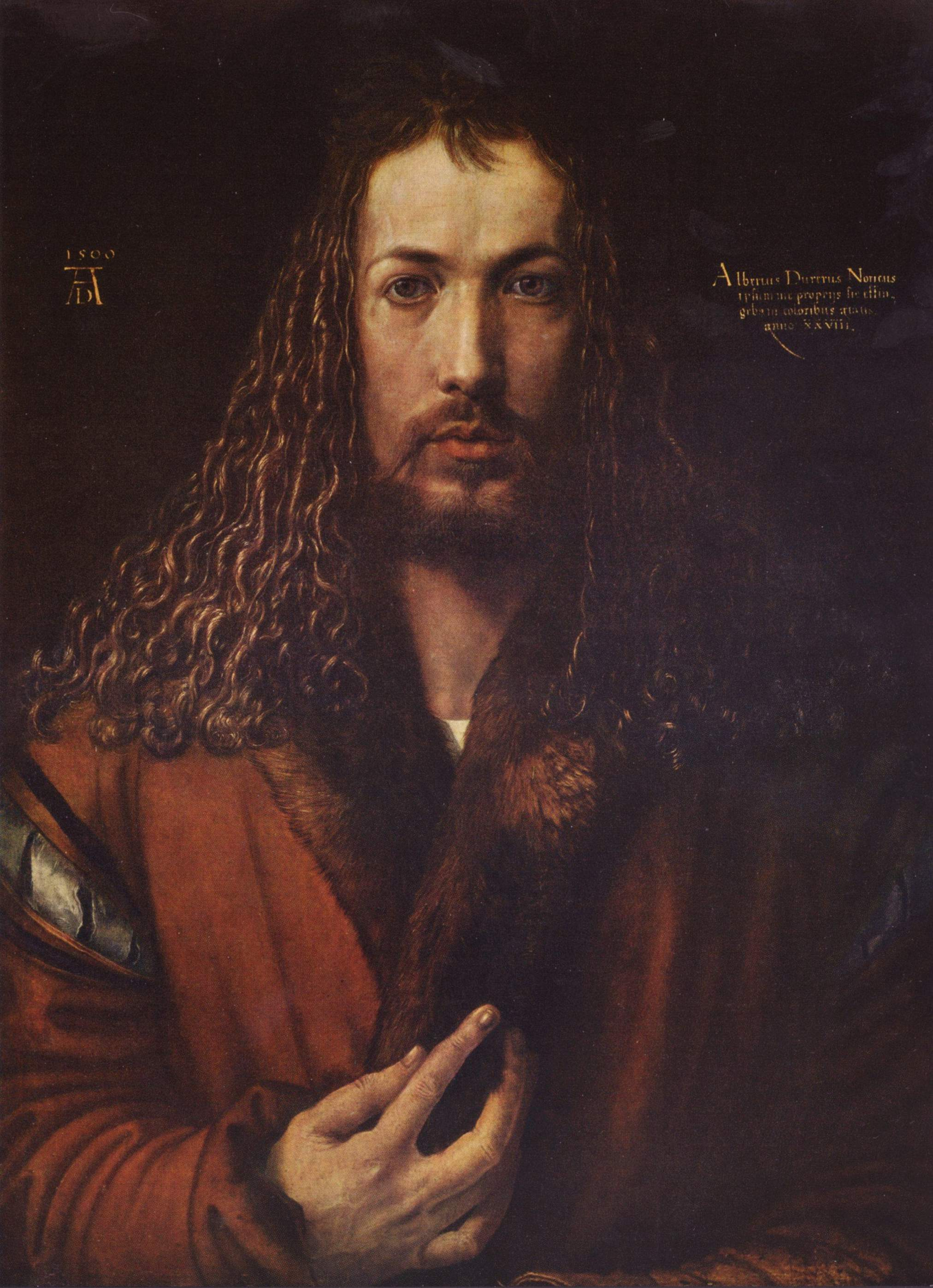
Albrecht Dürer, självporträtt, 1500
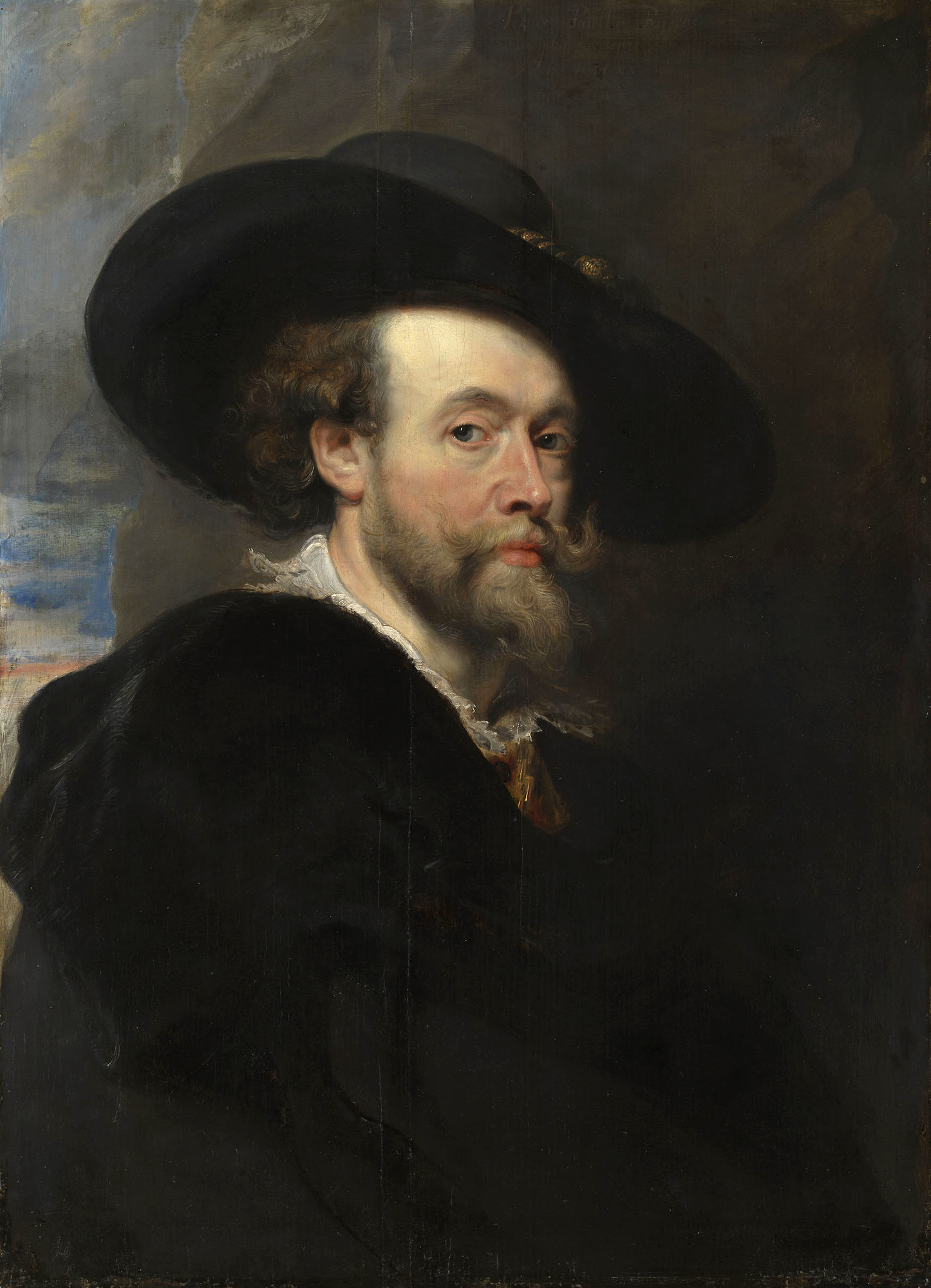
Peter Paul Rubens, 1623
Tizian, självporträtt, 1567
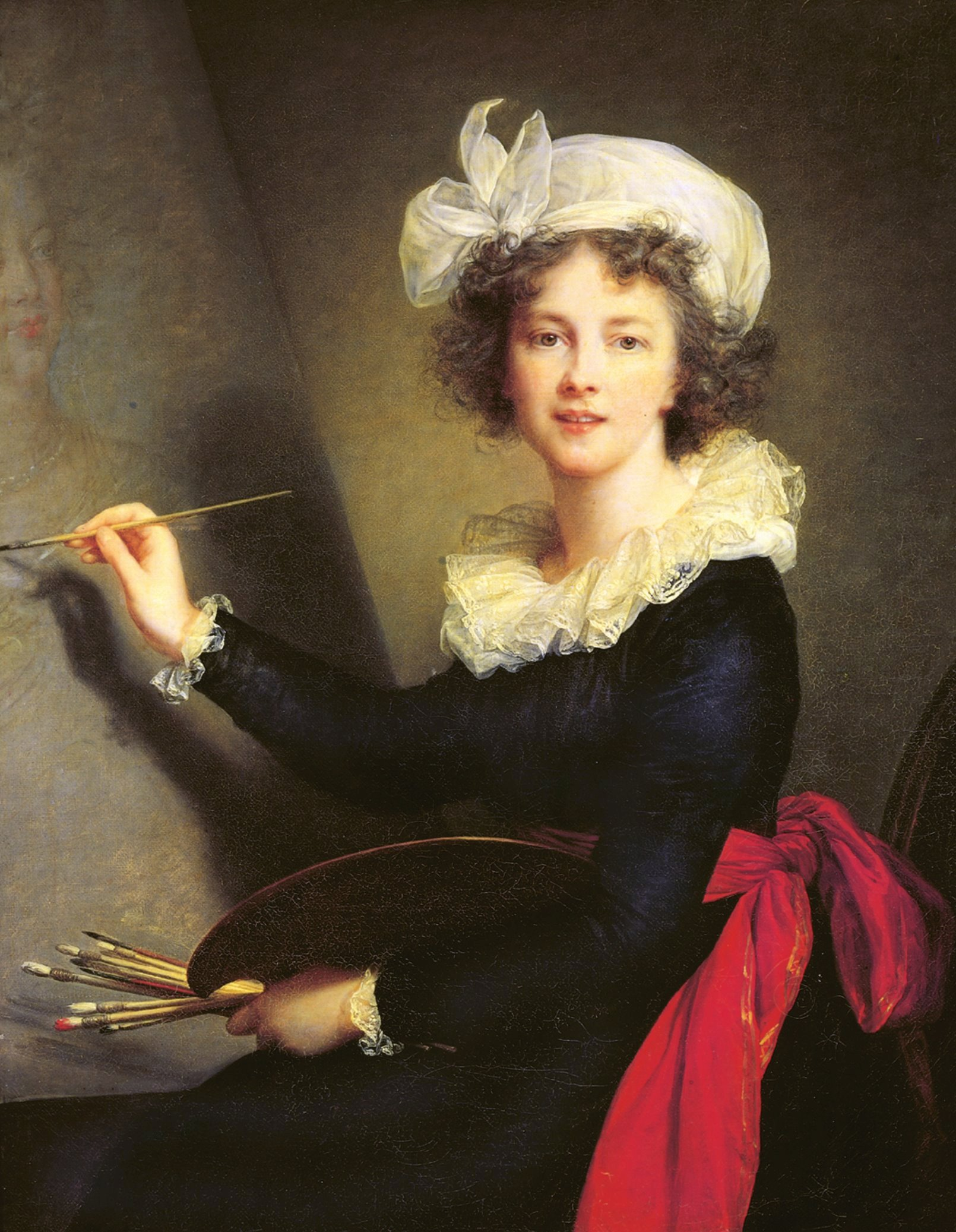
Élisabeth-Louise Vigée-Le Brun, 1790

Porträtt kan också tas inom fotografi. Se artikeln Porträttfotografi.

## Kända porträttmålare
- Eva Bonnier
- Karl Fredrik von Breda
- David Klöcker Ehrenstrahl
- Johan Hörner
- Per Krafft d.y.
- Per Krafft d.ä.
- David von Krafft
- Gustaf Lundberg
- Karl Vilhelm Nordgren
- Lorens Pasch d.ä.
- Alexander Roslin
- Johan Henrik Scheffel
- Bertram Schmiterlöw
- Uno Troili
- David Tägtström
- Anders Zorn
- Bernhard Österman
- Ernfrid Bogstedt
- Inge Schiöler